# Trie-Château
Trie-Château is een gemeente in het Franse departement Oise (regio Hauts-de-France). De plaats maakt deel uit van het arrondissement Beauvais. De gemeente werd op 1 januari 2018 uitgebreid met de per die datum opgeheven gemeente Villers-sur-Trie. Trie-Château telde op 1 januari 2018 1.610 inwoners.

## Geografie
De oppervlakte van Trie-Château bedroeg op 1 januari 2018 9,29 vierkante kilometer; de bevolkingsdichtheid was toen 173,3 inwoners per km².

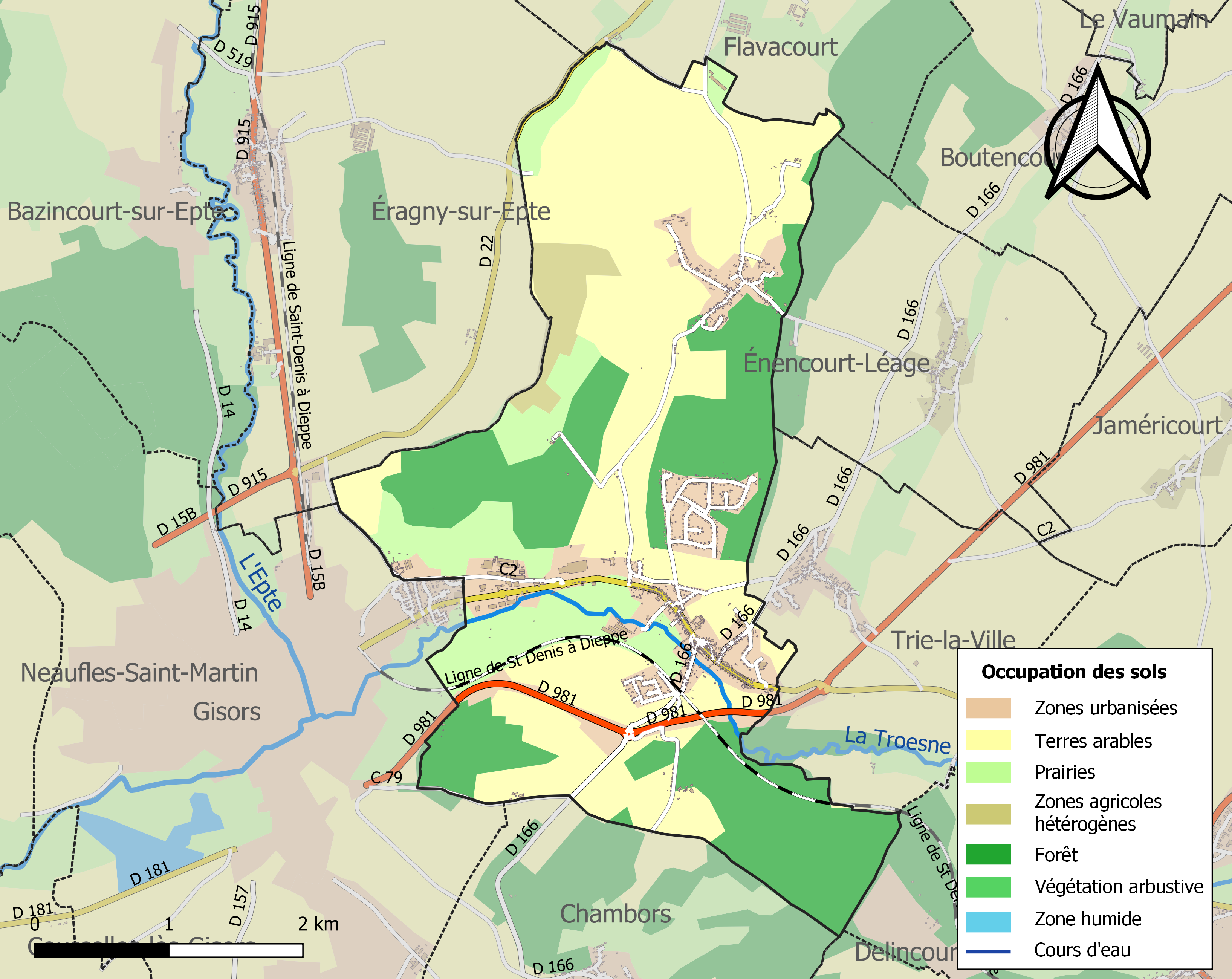
Kaart van de gemeente met belangrijkste infrastructuur, bodemgebruik en omliggende gemeenten

## Demografie
Onderstaande figuur toont het verloop van het inwonertal (bron: INSEE-tellingen).